# Terminativ
Terminativ je mluvnický pád, používaný v některých ugrofinských jazycích, jako např. maďarština, estonština a udmurtština, dále pak v sumerštině, kečuánštině, čuvaštině, aj. Vyjadřuje nějaké omezení; kde něco končí, až do jakého bodu (času, prostoru).
V estonštině se tvoří pomocí sufixu '-ni':
- jõeni – „k řece“ / „až po řeku“
- kella kuueni – „až do šesté hodiny“